# Islas Obi
Las islas Obi son un archipiélago perteneciente a las Molucas septentrionales, en Indonesia. La mayor del conjunto es la isla de Obira u Obi, de 2520 km². Además, merecen mención las islas Bisa, Gomumu, Obilatu, Tapat y Tobalai.
En ellas se encuentra una fauna muy interesante para la comunidad científica, pues están en el área de la línea de Wallace, zona de especies endémicas en peligro de extinción. Entre ellas, se encuentran ejemplares de Melomys obiensis, Dobsonia crenulata, Nyctimene albiventer, Pteropus chrysoproctus, Aselliscus tricuspidatus, Pteropus personatus, Hipposideros papua o Pteropus conspicillatus.
- Datos: Q1061521
- Multimedia: Obi Islands / Q1061521